# Microcalcarifera asystata
Microcalcarifera asystata är en fjärilsart som beskrevs av Turner 1922. Microcalcarifera asystata ingår i släktet Microcalcarifera och familjen mätare. Inga underarter finns listade i Catalogue of Life.